# Qarxun (Şərur)
Qarxun è un comune dell'Azerbaigian situato nel distretto di Şərur.